# Johannes Wagner (Maler)
Johannes Wagner (* 9. Dezember 1914 in Falkenstein; † 15. Juli 1980 ebenda) war ein autodidaktischer deutscher Maler und Kunsthandwerker mit regionaler Bedeutung für das Vogtland.

## Leben und Werk
Johannes Wagner war das sechste Kind einer Arbeiterfamilie. Nach dem Besuch der Grundschule in Falkenstein machte er in Chemnitz eine Lehre als Dekorateur und Gebrauchswerber im Kaufhaus Schocken. Er zeigte schon als Kind malerisches Talent und Interesse und betätigte sich seitdem als Autodidakt künstlerisch. Ein Kunststudium kam aus finanziellen Gründen nicht in Frage. Wagner wurde zum Arbeitsdienst in Preußen und zum Wehrdienst in der Wehrmacht in Meißen einberufen. Ab 1939 nahm er als Soldat am Zweiten Weltkrieg teil. 1945 geriet er in US-amerikanische Gefangenschaft. Während des Krieges in Polen, Frankreich und der Sowjetunion sowie in der Kriegsgefangenschaft betätigte er sich weiter künstlerisch.
1945 kam Wagner nach Falkenstein zurück. Er arbeitete als freischaffender Kunsthandwerker und Künstler und verdiente den Lebensunterhalt mühsam mit dem Schnitzen von Figuren, Tellern und Leuchtern sowie dem Malen von Kino- und Werbeplakaten für Geschäfte, Schaufensterdekorationen und Transparenten sowie Aushängen für die sowjetische Kommandantur und örtliche Organe.
1952 wurde Wagner in den Verband Bildender Künstler der DDR aufgenommen. Damit erhielt er die Möglichkeit zum Erwerb hochwertiger Ölfarben. „Nach und nach entwickelte er seine typische pastose Malweise, bei der Ölfarbe im zähflüssigen Zustand mit Spachtel oder Pinsel so dick aufgetragen wird, dass die Farben reliefartig auf dem Malgrund stehen. Also eine typische Malweise der Impressionisten.“ Er schuf  mit Vorliebe kleinformatige Ölbilder.
In den 1950er Jahren unternahm Wagner Reisen in die Bundesrepublik, nach Österreich und in die Schweiz, nach dem Bau der Mauer nach Ungarn, in die ČSSR und die Sowjetunion. Dabei schuf er eine Vielzahl von Skizzen, die er danach in Aquarelle und Ölgemälde umsetzte. Seit den 1960er Jahren erhielt Wagner Aufträge von Institutionen und Betrieben, insbesondere für großflächige Wandbilder, Fresken, Mosaik- und Metallarbeiten. Es entstanden Werke u. a. in den Bahnhofshallen Falkenstein und Adorf, in Schulen (darunter in Rothenkirchen, Auerbach und Bad Elster), in Kirchen und Ferienheimen, im Kulturhaus Beerheide und in der Sternwarte Rodewisch, die zumeist nicht mehr existieren. Zum Malen begab sich Wagner auf Großbaustellen seiner vogtländischen Heimat, u. a. zu den Talsperren Pöhl und Falkenstein. Er leitete mehrere Malzirkel in Betrieben und beim Kulturbund der DDR in Auerbach und Klingenthal. Wagner war an mehreren lokalen und regionalen Ausstellungen beteiligt, u. a. 1974 und 1979 an den Bezirkskunstausstellungen Karl-Marx-Stadt.
Wagner hat speziell im Vogtland regionale Bedeutung. Das Vogtlandmuseum Plauen zeigt drei seiner Bilder in der ständigen Vogtländischen Kunstausstellung.

## Postume Ausstellung
- 2015: Falkenstein, Galerie im Falkensteiner Schloss (zum 100. Geburtstag)